# Supertungvikt i grekisk-romersk stil i brottning vid olympiska sommarspelen 1972
Herrarnas brottningsturnering i grekisk-romersk stil i viktklassen supertungvikt vid olympiska sommarspelen 1972 avgjordes i Fairgrounds, Judo and Wrestling Hall i München. 

## Medaljörer
| Klass         | Guld                              | Silver                      | Brons                       |
| Supertungvikt | Anatolij Rosjtjin · Sovjetunionen | Alexander Tomov · Bulgarien | Victor Dolipschi · Rumänien |

## Resultat
Legend
- TF — Vinst genom fall
- IN — Vinst genom att motståndaren skadas
- DQ — Vinst genom passivitet
- D1 — Vinst genom passivitet, vinnaren är också passiv
- D2 — Båda brottarna förlorade på grund av passivitet
- FF — Vinst genom förverkande
- DNA — Anlände inte
- TPP — Totala straffpoäng
- MPP — Matchstraffpoäng

Straff
- 0 — Vinst genom fall, teknisk överlägsenhet, passivitet, skada och förverkande
- 0.5 — Vinst på poäng, 8-11 poängs skillnad
- 1 — Vinst på poäng, 1-7 poängs skillnad
- 2 — Vinst på passivitet,  vinnaren är också passiv
- 3 — Förlust på poäng, 1-7 poängs skillnad
- 3.5 — Förlust på poäng, 8-11 poängs skillnad
- 4 — Förlust genom fall, teknisk överlägsenhet, passivitet, skada och förverkande

### Elimineringsrunda

#### Omgång 1
| TPP | MPP |                        | Poäng |                         | MPP | TPP |
| --- | --- | ---------------------- | ----- | ----------------------- | --- | --- |
| 0   | 0   | Ištvan Semeredi (YUG)  | 3:47  | Miguel Zambrano (PER)   | 4   | 4   |
| 4   | 4   | Tomomi Tsuruta (JPN)   | 6:46  | József Csatári (HUN)    | 0   | 0   |
| 4   | 4   | Chris Taylor (USA)     | 3:14  | Wilfried Dietrich (FRG) | 0   | 0   |
| 0   | 0   | Petr Kment (TCH)       | 8:21  | Raimo Karlsson (FIN)    | 4   | 4   |
| 4   | 4   | Victor Dolipschi (ROU) | 7:39  | Anatolij Rosjtjin (URS) | 0   | 0   |
| 4   | 4   | Edward Wojda (POL)     | 5:59  | Aleksandar Tomov (BUL)  | 0   | 0   |

#### Omgång 2
| TPP | MPP |                         | Poäng |                        | MPP | TPP |
| --- | --- | ----------------------- | ----- | ---------------------- | --- | --- |
| 0   | 0   | Ištvan Semeredi (YUG)   | 7:48  | Tomomi Tsuruta (JPN)   | 4   | 8   |
| 8   | 4   | Miguel Zambrano (PER)   | 5:55  | József Csatári (HUN)   | 0   | 0   |
| 8   | 4   | Chris Taylor (USA)      | 7:50  | Petr Kment (TCH)       | 4   | 4   |
| 0   | 0   | Wilfried Dietrich (FRG) | 6:39  | Raimo Karlsson (FIN)   | 4   | 8   |
| 4   | 0   | Victor Dolipschi (ROU)  | 1:36  | Edward Wojda (POL)     | 4   | 8   |
| 1   | 1   | Anatolij Rosjtjin (URS) |       | Aleksandar Tomov (BUL) | 3   | 3   |

#### Omgång 3
| TPP | MPP |                         | Poäng |                         | MPP | TPP |
| --- | --- | ----------------------- | ----- | ----------------------- | --- | --- |
| 4   | 4   | Ištvan Semeredi (YUG)   | 5:54  | József Csatári (HUN)    | 4   | 4   |
| 4   | 4   | Wilfried Dietrich (FRG) | 8:10  | Victor Dolipschi (ROU)  | 0   | 4   |
| 7   | 3   | Petr Kment (TCH)        |       | Anatolij Rosjtjin (URS) | 1   | 2   |
| 3   |     | Aleksandar Tomov (BUL)  |       | Bye                     |     |     |

#### Omgång 4
| TPP | MPP |                         | Poäng |                         | MPP | TPP |
| --- | --- | ----------------------- | ----- | ----------------------- | --- | --- |
| 3   | 0   | Aleksandar Tomov (BUL)  | 0:29  | Ištvan Semeredi (YUG)   | 4   | 8   |
| 8   | 4   | József Csatári (HUN)    | 6:54  | Victor Dolipschi (ROU)  | 0   | 4   |
| 8   | 4   | Wilfried Dietrich (FRG) | 0:00  | Anatolij Rosjtjin (URS) | 0   | 0   |

#### Sista omgångarna
| TPP | MPP |                         | Poäng |                         | MPP | TPP |
| --- | --- | ----------------------- | ----- | ----------------------- | --- | --- |
|     | 4   | Victor Dolipschi (ROU)  | 7:39  | Anatolij Rosjtjin (URS) | 0   |     |
| 1   | 1   | Anatolij Rosjtjin (URS) |       | Aleksandar Tomov (BUL)  | 3   |     |
| 5   | 2   | Aleksandar Tomov (BUL)  |       | Victor Dolipschi (ROU)  | 2   | 6   |